# Mittendreieck

Ausgangs- oder Referenzdreieck (schwarz) mit zugehörigem Mittendreieck (rot)

Das Mittendreieck ist eines speziellen Dreieck in der Elementargeometrie. Zu einem gegebenen Dreieck erhält man das zugehörige Mittendreieck, indem man die  Seitenmitten des gegebenen Dreiecks verbindet, die Eckpunkte des Mittendreiecks sind also die Seitenmitten des Ausgangsdreiecks.

## Eigenschaften

Umkreismittelpunkt von,
Höhenschnittpunkt von
Inkreismittelpunkt von, Nagel-Punkt von
Schwerpunkt von und

Für ein Ausgangsdreieck {\displaystyle \triangle ABC} mit Mittendreieck {\displaystyle \triangle DEF} (siehe Zeichnung) gilt aufgrund des Satz vom Mittendreieck oder des Strahlensatzes, dass die Seiten des Mittendreiecks halb so lang wie die gegenüberliegenden Seiten des Ausgangsdreiecks sind. Zudem ist das Mittendreieck ähnlich zum Ausgangsdreieck und seine Fläche beträgt ein Viertel der Fläche des Asgangsdreiecks. Aus dem Kongruenzsatz SSS folgt, dass die drei anderen Teildreiecke {\displaystyle \triangle ADF}, {\displaystyle \triangle DBE} und {\displaystyle \triangle EFC}, die durch das Mittendreieck entstehen, kongruent zu diesem sind. Man erhält das Mittendreieck aus dem Ausgangsdreieck auch durch eine zentrische Streckung mit dem Faktor {\displaystyle -{\tfrac {1}{2}}} und dem Schwerpunkt des Ausgangsdreiecks als Streckzentrum.
Das Ausgangsdreieck und das Mittendreieck sind orthologische Dreiecke.
Das Mittendreieck ist einzige in das Ausgangsdreieck einbeschriebene Dreieck, bei dem keines der anderen drei dabei entstehenden Teildrecke eine kleinere Fläche besitzt als das einbeschriebene Dreieck.
Eine Reihe der Dreieckszentren des Mittendreiecks entspricht Dreieckszentren des Ausgangsdreiecks. Die folgende Tabelle stellt eine Auswahl dar:
| Mittendreieck      | Ausgangsdreieck                |
| ------------------ | ------------------------------ |
| Inkreismittelpunkt | Spieker-Punkt                  |
| Umkreismittelpunkt | Mittelpunkt des Feuerbachkreis |
| Schwerpunkt        | Schwerpunkt                    |
| Höhenschnittpunkt  | Umkreismittelpunkt             |
| Gergonne-Punkt     | Mittenpunkt                    |
| Nagel-Punkt        | Inkreismittelpunkt             |
| Longchamps-Punkt   | Höhenschnittpunkt              |